# René Guyonnet
Pour les articles homonymes, voir Guyonnet.
René Guyonnet, né le 14 décembre 1925 à Luçon et mort le 13 février 2009 à Paris, est un journaliste et traducteur français.

## Éléments biographiques
Ancien élève du lycée Louis-le-Grand, il collabore à la revue Les Temps modernes fondée par Jean-Paul Sartre, puis devient rédacteur à l'United Press International.
Il entre à l'Express à la suite de Jean-Paul Sartre à la fin des années 1950, en tant que critique de cinéma. Sous l'égide de Jean-Jacques Servan-Schreiber il en devient le rédacteur en chef à partir de février 1963, avec Jean Ferniot et participe au lancement de la nouvelle formule de mars 1964 qui vaudra à l'hebdomadaire de devenir le premier newsmagazine français à cette époque.
Il assume également la rédaction en chef des versions Rhône-Alpes et Méditerranée (1970). En septembre 1978, il est nommé directeur de la rédaction sous la houlette de Jean-François Revel. En février 1980 il devient directeur adjoint du Groupe Express et membre du conseil éditorial. Il livre quelques-uns de ses souvenirs de cette période dans l'article qu'il consacre à Françoise Giroud.
Il collabore ensuite à VSD, puis au Nouvel Économiste et rejoint l'hebdomadaire Jeune Afrique en 1993, ou il assure notamment un grand nombre de traductions émanant de publications anglo-saxonnes prestigieuses. Il y travaille jusqu'en 2008, et forme de nombreux jeunes journalistes.
En 1987 il devient membre de l'Académie des sciences, arts et belles-lettres de Touraine.

## Ouvrages
- Nelson Mandela : un homme d'exception avec Anthony Sampson, Éditions du Jaguar, 2006
- Drôle de sabbat ! (Les Chefs-d'œuvre du roman policier) avec Fredric Brown, Francis Lacassin et Michaela Barasky
- Le chant interrompu : histoire des Rosenberg, textes de différents auteurs (Aragon, Druon…) avec Catherine Varlin.

## Traductions
- 2003 : La civilisation de l'Europe à la Renaissance par John Hale, Perrin éditeur
- 1996 : Introduction à l'Amérique raciste par Stetson Kennedy, Éditions de l'Aube
- 1988 : Le Matin se fait attendre par Nelson Algren, Gallimard
- 1991 : Hernan Cortès, par Salvador de Madariaga, Presse Pocket
- 1958 : Entre la peur et l'espoir, réflexions sur l'histoire d'aujourd'hui par Tibor Mende, Seuil
- 1952 : Christophe Colomb par Salvador de Madariaga, Calmann-Lévy

Autres traductions
[réf. nécessaire]
- Alex Comfort, Le Troisième désert
- D. W. Brogan, Le prix de la révolution
- Bertram D. Wolfe, La jeunesse de Lénine
- E. S. Sachs, L'Afrique du Sud au carrefour
- Jack Potter. La Pesante journée
- Tibor Mende, Conversations avec Nehru
- John F. Sweets, Clermont-Ferrand à l'heure allemande